# Estação North York Centre
North York Centre é uma estação do metrô de Toronto, localizada na secção Yonge da linha Yonge-University-Spadina. Localiza-se no centro financeiro de North York, uma antiga cidade que atualmente faz parte de Toronto. Foi construída quando o trecho existente entre a Finch e a Sheppard-Yonge já estava operacional (primariamente durante a noite), por insistência da prefeitura de North York Centre, que queria uma estação no centro financeiro da cidade, que estava passando por um período de rápido crescimento econômico e populacional.
North York Centre não possui um terminal de ônibus integrado, e passageiros da 97 Yonge, a única linha de ônibus do Toronto Transit Commission que efetua conexão com a estação, precisam de um transfer para poderem transferirem-se da linha de superfície para o metrô e vice-versa. A estação possui este nome porque localiza-se no centro comercial de North York Centre.